# Гамбит Райса
Гамбит Райса — шахматный дебют, разновидность принятого королевского гамбита. Начинается ходами: 
 1. e2-e4 e7-e5 
 2. f2-f4 e5:f4 
 3. Кg1-f3 g7-g5 
 4. h2-h4 g5-g4 
 5. Кf3-e5 Кg8-f6 
 6. Сf1-c4 d7-d5 
 7. e4:d5 Сf8-d6 
 8. 0—0.

## История
Дебют назван по имени американского шахматного мецената профессора Исаака Райса (1850—1915). Впервые позиция гамбита возникла в одной из любительских партий И. Райса в конце XIX столетия. Играя белыми гамбит Кизерицкого, профессор случайно оставил своего коня под ударом, однако, несмотря на допущенную ошибку, в итоге одержал победу. Он был настолько впечатлён успехом, что решил провести кампанию по продвижению новой комбинации. 
В целях исследования и популяризации изобретённого им дебюта Исаак Райс, будучи состоятельным человеком, организовывал тематические соревнования, на которые приглашал ведущих шахматистов своего времени, выпускал брошюры с анализами вариантов игры. Первая монография, посвящённая гамбиту, была опубликована в 1898 году.
|   | a | b | c | d | e | f | g | h |   |
| - | --- | --- | --- | --- | --- | --- | --- | --- | - |
| 8 | a8 чёрная ладья · b8 чёрный конь · c8 чёрный слон · e8 чёрный король · h8 чёрная ладья · a7 чёрная пешка · b7 чёрная пешка · c7 чёрная пешка · f7 чёрная пешка · h7 чёрная пешка · d5 белая пешка · c4 белый слон · d4 белая пешка · e4 чёрный ферзь · g4 чёрная пешка · h4 белая пешка · c3 белая пешка · f3 чёрная пешка · a2 белая пешка · b2 белая пешка · g2 белая пешка · h2 белый король · a1 белая ладья · b1 белый конь · c1 белый слон · d1 белый ферзь | a8 чёрная ладья · b8 чёрный конь · c8 чёрный слон · e8 чёрный король · h8 чёрная ладья · a7 чёрная пешка · b7 чёрная пешка · c7 чёрная пешка · f7 чёрная пешка · h7 чёрная пешка · d5 белая пешка · c4 белый слон · d4 белая пешка · e4 чёрный ферзь · g4 чёрная пешка · h4 белая пешка · c3 белая пешка · f3 чёрная пешка · a2 белая пешка · b2 белая пешка · g2 белая пешка · h2 белый король · a1 белая ладья · b1 белый конь · c1 белый слон · d1 белый ферзь | a8 чёрная ладья · b8 чёрный конь · c8 чёрный слон · e8 чёрный король · h8 чёрная ладья · a7 чёрная пешка · b7 чёрная пешка · c7 чёрная пешка · f7 чёрная пешка · h7 чёрная пешка · d5 белая пешка · c4 белый слон · d4 белая пешка · e4 чёрный ферзь · g4 чёрная пешка · h4 белая пешка · c3 белая пешка · f3 чёрная пешка · a2 белая пешка · b2 белая пешка · g2 белая пешка · h2 белый король · a1 белая ладья · b1 белый конь · c1 белый слон · d1 белый ферзь | a8 чёрная ладья · b8 чёрный конь · c8 чёрный слон · e8 чёрный король · h8 чёрная ладья · a7 чёрная пешка · b7 чёрная пешка · c7 чёрная пешка · f7 чёрная пешка · h7 чёрная пешка · d5 белая пешка · c4 белый слон · d4 белая пешка · e4 чёрный ферзь · g4 чёрная пешка · h4 белая пешка · c3 белая пешка · f3 чёрная пешка · a2 белая пешка · b2 белая пешка · g2 белая пешка · h2 белый король · a1 белая ладья · b1 белый конь · c1 белый слон · d1 белый ферзь | a8 чёрная ладья · b8 чёрный конь · c8 чёрный слон · e8 чёрный король · h8 чёрная ладья · a7 чёрная пешка · b7 чёрная пешка · c7 чёрная пешка · f7 чёрная пешка · h7 чёрная пешка · d5 белая пешка · c4 белый слон · d4 белая пешка · e4 чёрный ферзь · g4 чёрная пешка · h4 белая пешка · c3 белая пешка · f3 чёрная пешка · a2 белая пешка · b2 белая пешка · g2 белая пешка · h2 белый король · a1 белая ладья · b1 белый конь · c1 белый слон · d1 белый ферзь | a8 чёрная ладья · b8 чёрный конь · c8 чёрный слон · e8 чёрный король · h8 чёрная ладья · a7 чёрная пешка · b7 чёрная пешка · c7 чёрная пешка · f7 чёрная пешка · h7 чёрная пешка · d5 белая пешка · c4 белый слон · d4 белая пешка · e4 чёрный ферзь · g4 чёрная пешка · h4 белая пешка · c3 белая пешка · f3 чёрная пешка · a2 белая пешка · b2 белая пешка · g2 белая пешка · h2 белый король · a1 белая ладья · b1 белый конь · c1 белый слон · d1 белый ферзь | a8 чёрная ладья · b8 чёрный конь · c8 чёрный слон · e8 чёрный король · h8 чёрная ладья · a7 чёрная пешка · b7 чёрная пешка · c7 чёрная пешка · f7 чёрная пешка · h7 чёрная пешка · d5 белая пешка · c4 белый слон · d4 белая пешка · e4 чёрный ферзь · g4 чёрная пешка · h4 белая пешка · c3 белая пешка · f3 чёрная пешка · a2 белая пешка · b2 белая пешка · g2 белая пешка · h2 белый король · a1 белая ладья · b1 белый конь · c1 белый слон · d1 белый ферзь | a8 чёрная ладья · b8 чёрный конь · c8 чёрный слон · e8 чёрный король · h8 чёрная ладья · a7 чёрная пешка · b7 чёрная пешка · c7 чёрная пешка · f7 чёрная пешка · h7 чёрная пешка · d5 белая пешка · c4 белый слон · d4 белая пешка · e4 чёрный ферзь · g4 чёрная пешка · h4 белая пешка · c3 белая пешка · f3 чёрная пешка · a2 белая пешка · b2 белая пешка · g2 белая пешка · h2 белый король · a1 белая ладья · b1 белый конь · c1 белый слон · d1 белый ферзь | 8 |
| 7 | a8 чёрная ладья · b8 чёрный конь · c8 чёрный слон · e8 чёрный король · h8 чёрная ладья · a7 чёрная пешка · b7 чёрная пешка · c7 чёрная пешка · f7 чёрная пешка · h7 чёрная пешка · d5 белая пешка · c4 белый слон · d4 белая пешка · e4 чёрный ферзь · g4 чёрная пешка · h4 белая пешка · c3 белая пешка · f3 чёрная пешка · a2 белая пешка · b2 белая пешка · g2 белая пешка · h2 белый король · a1 белая ладья · b1 белый конь · c1 белый слон · d1 белый ферзь | a8 чёрная ладья · b8 чёрный конь · c8 чёрный слон · e8 чёрный король · h8 чёрная ладья · a7 чёрная пешка · b7 чёрная пешка · c7 чёрная пешка · f7 чёрная пешка · h7 чёрная пешка · d5 белая пешка · c4 белый слон · d4 белая пешка · e4 чёрный ферзь · g4 чёрная пешка · h4 белая пешка · c3 белая пешка · f3 чёрная пешка · a2 белая пешка · b2 белая пешка · g2 белая пешка · h2 белый король · a1 белая ладья · b1 белый конь · c1 белый слон · d1 белый ферзь | a8 чёрная ладья · b8 чёрный конь · c8 чёрный слон · e8 чёрный король · h8 чёрная ладья · a7 чёрная пешка · b7 чёрная пешка · c7 чёрная пешка · f7 чёрная пешка · h7 чёрная пешка · d5 белая пешка · c4 белый слон · d4 белая пешка · e4 чёрный ферзь · g4 чёрная пешка · h4 белая пешка · c3 белая пешка · f3 чёрная пешка · a2 белая пешка · b2 белая пешка · g2 белая пешка · h2 белый король · a1 белая ладья · b1 белый конь · c1 белый слон · d1 белый ферзь | a8 чёрная ладья · b8 чёрный конь · c8 чёрный слон · e8 чёрный король · h8 чёрная ладья · a7 чёрная пешка · b7 чёрная пешка · c7 чёрная пешка · f7 чёрная пешка · h7 чёрная пешка · d5 белая пешка · c4 белый слон · d4 белая пешка · e4 чёрный ферзь · g4 чёрная пешка · h4 белая пешка · c3 белая пешка · f3 чёрная пешка · a2 белая пешка · b2 белая пешка · g2 белая пешка · h2 белый король · a1 белая ладья · b1 белый конь · c1 белый слон · d1 белый ферзь | a8 чёрная ладья · b8 чёрный конь · c8 чёрный слон · e8 чёрный король · h8 чёрная ладья · a7 чёрная пешка · b7 чёрная пешка · c7 чёрная пешка · f7 чёрная пешка · h7 чёрная пешка · d5 белая пешка · c4 белый слон · d4 белая пешка · e4 чёрный ферзь · g4 чёрная пешка · h4 белая пешка · c3 белая пешка · f3 чёрная пешка · a2 белая пешка · b2 белая пешка · g2 белая пешка · h2 белый король · a1 белая ладья · b1 белый конь · c1 белый слон · d1 белый ферзь | a8 чёрная ладья · b8 чёрный конь · c8 чёрный слон · e8 чёрный король · h8 чёрная ладья · a7 чёрная пешка · b7 чёрная пешка · c7 чёрная пешка · f7 чёрная пешка · h7 чёрная пешка · d5 белая пешка · c4 белый слон · d4 белая пешка · e4 чёрный ферзь · g4 чёрная пешка · h4 белая пешка · c3 белая пешка · f3 чёрная пешка · a2 белая пешка · b2 белая пешка · g2 белая пешка · h2 белый король · a1 белая ладья · b1 белый конь · c1 белый слон · d1 белый ферзь | a8 чёрная ладья · b8 чёрный конь · c8 чёрный слон · e8 чёрный король · h8 чёрная ладья · a7 чёрная пешка · b7 чёрная пешка · c7 чёрная пешка · f7 чёрная пешка · h7 чёрная пешка · d5 белая пешка · c4 белый слон · d4 белая пешка · e4 чёрный ферзь · g4 чёрная пешка · h4 белая пешка · c3 белая пешка · f3 чёрная пешка · a2 белая пешка · b2 белая пешка · g2 белая пешка · h2 белый король · a1 белая ладья · b1 белый конь · c1 белый слон · d1 белый ферзь | a8 чёрная ладья · b8 чёрный конь · c8 чёрный слон · e8 чёрный король · h8 чёрная ладья · a7 чёрная пешка · b7 чёрная пешка · c7 чёрная пешка · f7 чёрная пешка · h7 чёрная пешка · d5 белая пешка · c4 белый слон · d4 белая пешка · e4 чёрный ферзь · g4 чёрная пешка · h4 белая пешка · c3 белая пешка · f3 чёрная пешка · a2 белая пешка · b2 белая пешка · g2 белая пешка · h2 белый король · a1 белая ладья · b1 белый конь · c1 белый слон · d1 белый ферзь | 7 |
| 6 | a8 чёрная ладья · b8 чёрный конь · c8 чёрный слон · e8 чёрный король · h8 чёрная ладья · a7 чёрная пешка · b7 чёрная пешка · c7 чёрная пешка · f7 чёрная пешка · h7 чёрная пешка · d5 белая пешка · c4 белый слон · d4 белая пешка · e4 чёрный ферзь · g4 чёрная пешка · h4 белая пешка · c3 белая пешка · f3 чёрная пешка · a2 белая пешка · b2 белая пешка · g2 белая пешка · h2 белый король · a1 белая ладья · b1 белый конь · c1 белый слон · d1 белый ферзь | a8 чёрная ладья · b8 чёрный конь · c8 чёрный слон · e8 чёрный король · h8 чёрная ладья · a7 чёрная пешка · b7 чёрная пешка · c7 чёрная пешка · f7 чёрная пешка · h7 чёрная пешка · d5 белая пешка · c4 белый слон · d4 белая пешка · e4 чёрный ферзь · g4 чёрная пешка · h4 белая пешка · c3 белая пешка · f3 чёрная пешка · a2 белая пешка · b2 белая пешка · g2 белая пешка · h2 белый король · a1 белая ладья · b1 белый конь · c1 белый слон · d1 белый ферзь | a8 чёрная ладья · b8 чёрный конь · c8 чёрный слон · e8 чёрный король · h8 чёрная ладья · a7 чёрная пешка · b7 чёрная пешка · c7 чёрная пешка · f7 чёрная пешка · h7 чёрная пешка · d5 белая пешка · c4 белый слон · d4 белая пешка · e4 чёрный ферзь · g4 чёрная пешка · h4 белая пешка · c3 белая пешка · f3 чёрная пешка · a2 белая пешка · b2 белая пешка · g2 белая пешка · h2 белый король · a1 белая ладья · b1 белый конь · c1 белый слон · d1 белый ферзь | a8 чёрная ладья · b8 чёрный конь · c8 чёрный слон · e8 чёрный король · h8 чёрная ладья · a7 чёрная пешка · b7 чёрная пешка · c7 чёрная пешка · f7 чёрная пешка · h7 чёрная пешка · d5 белая пешка · c4 белый слон · d4 белая пешка · e4 чёрный ферзь · g4 чёрная пешка · h4 белая пешка · c3 белая пешка · f3 чёрная пешка · a2 белая пешка · b2 белая пешка · g2 белая пешка · h2 белый король · a1 белая ладья · b1 белый конь · c1 белый слон · d1 белый ферзь | a8 чёрная ладья · b8 чёрный конь · c8 чёрный слон · e8 чёрный король · h8 чёрная ладья · a7 чёрная пешка · b7 чёрная пешка · c7 чёрная пешка · f7 чёрная пешка · h7 чёрная пешка · d5 белая пешка · c4 белый слон · d4 белая пешка · e4 чёрный ферзь · g4 чёрная пешка · h4 белая пешка · c3 белая пешка · f3 чёрная пешка · a2 белая пешка · b2 белая пешка · g2 белая пешка · h2 белый король · a1 белая ладья · b1 белый конь · c1 белый слон · d1 белый ферзь | a8 чёрная ладья · b8 чёрный конь · c8 чёрный слон · e8 чёрный король · h8 чёрная ладья · a7 чёрная пешка · b7 чёрная пешка · c7 чёрная пешка · f7 чёрная пешка · h7 чёрная пешка · d5 белая пешка · c4 белый слон · d4 белая пешка · e4 чёрный ферзь · g4 чёрная пешка · h4 белая пешка · c3 белая пешка · f3 чёрная пешка · a2 белая пешка · b2 белая пешка · g2 белая пешка · h2 белый король · a1 белая ладья · b1 белый конь · c1 белый слон · d1 белый ферзь | a8 чёрная ладья · b8 чёрный конь · c8 чёрный слон · e8 чёрный король · h8 чёрная ладья · a7 чёрная пешка · b7 чёрная пешка · c7 чёрная пешка · f7 чёрная пешка · h7 чёрная пешка · d5 белая пешка · c4 белый слон · d4 белая пешка · e4 чёрный ферзь · g4 чёрная пешка · h4 белая пешка · c3 белая пешка · f3 чёрная пешка · a2 белая пешка · b2 белая пешка · g2 белая пешка · h2 белый король · a1 белая ладья · b1 белый конь · c1 белый слон · d1 белый ферзь | a8 чёрная ладья · b8 чёрный конь · c8 чёрный слон · e8 чёрный король · h8 чёрная ладья · a7 чёрная пешка · b7 чёрная пешка · c7 чёрная пешка · f7 чёрная пешка · h7 чёрная пешка · d5 белая пешка · c4 белый слон · d4 белая пешка · e4 чёрный ферзь · g4 чёрная пешка · h4 белая пешка · c3 белая пешка · f3 чёрная пешка · a2 белая пешка · b2 белая пешка · g2 белая пешка · h2 белый король · a1 белая ладья · b1 белый конь · c1 белый слон · d1 белый ферзь | 6 |
| 5 | a8 чёрная ладья · b8 чёрный конь · c8 чёрный слон · e8 чёрный король · h8 чёрная ладья · a7 чёрная пешка · b7 чёрная пешка · c7 чёрная пешка · f7 чёрная пешка · h7 чёрная пешка · d5 белая пешка · c4 белый слон · d4 белая пешка · e4 чёрный ферзь · g4 чёрная пешка · h4 белая пешка · c3 белая пешка · f3 чёрная пешка · a2 белая пешка · b2 белая пешка · g2 белая пешка · h2 белый король · a1 белая ладья · b1 белый конь · c1 белый слон · d1 белый ферзь | a8 чёрная ладья · b8 чёрный конь · c8 чёрный слон · e8 чёрный король · h8 чёрная ладья · a7 чёрная пешка · b7 чёрная пешка · c7 чёрная пешка · f7 чёрная пешка · h7 чёрная пешка · d5 белая пешка · c4 белый слон · d4 белая пешка · e4 чёрный ферзь · g4 чёрная пешка · h4 белая пешка · c3 белая пешка · f3 чёрная пешка · a2 белая пешка · b2 белая пешка · g2 белая пешка · h2 белый король · a1 белая ладья · b1 белый конь · c1 белый слон · d1 белый ферзь | a8 чёрная ладья · b8 чёрный конь · c8 чёрный слон · e8 чёрный король · h8 чёрная ладья · a7 чёрная пешка · b7 чёрная пешка · c7 чёрная пешка · f7 чёрная пешка · h7 чёрная пешка · d5 белая пешка · c4 белый слон · d4 белая пешка · e4 чёрный ферзь · g4 чёрная пешка · h4 белая пешка · c3 белая пешка · f3 чёрная пешка · a2 белая пешка · b2 белая пешка · g2 белая пешка · h2 белый король · a1 белая ладья · b1 белый конь · c1 белый слон · d1 белый ферзь | a8 чёрная ладья · b8 чёрный конь · c8 чёрный слон · e8 чёрный король · h8 чёрная ладья · a7 чёрная пешка · b7 чёрная пешка · c7 чёрная пешка · f7 чёрная пешка · h7 чёрная пешка · d5 белая пешка · c4 белый слон · d4 белая пешка · e4 чёрный ферзь · g4 чёрная пешка · h4 белая пешка · c3 белая пешка · f3 чёрная пешка · a2 белая пешка · b2 белая пешка · g2 белая пешка · h2 белый король · a1 белая ладья · b1 белый конь · c1 белый слон · d1 белый ферзь | a8 чёрная ладья · b8 чёрный конь · c8 чёрный слон · e8 чёрный король · h8 чёрная ладья · a7 чёрная пешка · b7 чёрная пешка · c7 чёрная пешка · f7 чёрная пешка · h7 чёрная пешка · d5 белая пешка · c4 белый слон · d4 белая пешка · e4 чёрный ферзь · g4 чёрная пешка · h4 белая пешка · c3 белая пешка · f3 чёрная пешка · a2 белая пешка · b2 белая пешка · g2 белая пешка · h2 белый король · a1 белая ладья · b1 белый конь · c1 белый слон · d1 белый ферзь | a8 чёрная ладья · b8 чёрный конь · c8 чёрный слон · e8 чёрный король · h8 чёрная ладья · a7 чёрная пешка · b7 чёрная пешка · c7 чёрная пешка · f7 чёрная пешка · h7 чёрная пешка · d5 белая пешка · c4 белый слон · d4 белая пешка · e4 чёрный ферзь · g4 чёрная пешка · h4 белая пешка · c3 белая пешка · f3 чёрная пешка · a2 белая пешка · b2 белая пешка · g2 белая пешка · h2 белый король · a1 белая ладья · b1 белый конь · c1 белый слон · d1 белый ферзь | a8 чёрная ладья · b8 чёрный конь · c8 чёрный слон · e8 чёрный король · h8 чёрная ладья · a7 чёрная пешка · b7 чёрная пешка · c7 чёрная пешка · f7 чёрная пешка · h7 чёрная пешка · d5 белая пешка · c4 белый слон · d4 белая пешка · e4 чёрный ферзь · g4 чёрная пешка · h4 белая пешка · c3 белая пешка · f3 чёрная пешка · a2 белая пешка · b2 белая пешка · g2 белая пешка · h2 белый король · a1 белая ладья · b1 белый конь · c1 белый слон · d1 белый ферзь | a8 чёрная ладья · b8 чёрный конь · c8 чёрный слон · e8 чёрный король · h8 чёрная ладья · a7 чёрная пешка · b7 чёрная пешка · c7 чёрная пешка · f7 чёрная пешка · h7 чёрная пешка · d5 белая пешка · c4 белый слон · d4 белая пешка · e4 чёрный ферзь · g4 чёрная пешка · h4 белая пешка · c3 белая пешка · f3 чёрная пешка · a2 белая пешка · b2 белая пешка · g2 белая пешка · h2 белый король · a1 белая ладья · b1 белый конь · c1 белый слон · d1 белый ферзь | 5 |
| 4 | a8 чёрная ладья · b8 чёрный конь · c8 чёрный слон · e8 чёрный король · h8 чёрная ладья · a7 чёрная пешка · b7 чёрная пешка · c7 чёрная пешка · f7 чёрная пешка · h7 чёрная пешка · d5 белая пешка · c4 белый слон · d4 белая пешка · e4 чёрный ферзь · g4 чёрная пешка · h4 белая пешка · c3 белая пешка · f3 чёрная пешка · a2 белая пешка · b2 белая пешка · g2 белая пешка · h2 белый король · a1 белая ладья · b1 белый конь · c1 белый слон · d1 белый ферзь | a8 чёрная ладья · b8 чёрный конь · c8 чёрный слон · e8 чёрный король · h8 чёрная ладья · a7 чёрная пешка · b7 чёрная пешка · c7 чёрная пешка · f7 чёрная пешка · h7 чёрная пешка · d5 белая пешка · c4 белый слон · d4 белая пешка · e4 чёрный ферзь · g4 чёрная пешка · h4 белая пешка · c3 белая пешка · f3 чёрная пешка · a2 белая пешка · b2 белая пешка · g2 белая пешка · h2 белый король · a1 белая ладья · b1 белый конь · c1 белый слон · d1 белый ферзь | a8 чёрная ладья · b8 чёрный конь · c8 чёрный слон · e8 чёрный король · h8 чёрная ладья · a7 чёрная пешка · b7 чёрная пешка · c7 чёрная пешка · f7 чёрная пешка · h7 чёрная пешка · d5 белая пешка · c4 белый слон · d4 белая пешка · e4 чёрный ферзь · g4 чёрная пешка · h4 белая пешка · c3 белая пешка · f3 чёрная пешка · a2 белая пешка · b2 белая пешка · g2 белая пешка · h2 белый король · a1 белая ладья · b1 белый конь · c1 белый слон · d1 белый ферзь | a8 чёрная ладья · b8 чёрный конь · c8 чёрный слон · e8 чёрный король · h8 чёрная ладья · a7 чёрная пешка · b7 чёрная пешка · c7 чёрная пешка · f7 чёрная пешка · h7 чёрная пешка · d5 белая пешка · c4 белый слон · d4 белая пешка · e4 чёрный ферзь · g4 чёрная пешка · h4 белая пешка · c3 белая пешка · f3 чёрная пешка · a2 белая пешка · b2 белая пешка · g2 белая пешка · h2 белый король · a1 белая ладья · b1 белый конь · c1 белый слон · d1 белый ферзь | a8 чёрная ладья · b8 чёрный конь · c8 чёрный слон · e8 чёрный король · h8 чёрная ладья · a7 чёрная пешка · b7 чёрная пешка · c7 чёрная пешка · f7 чёрная пешка · h7 чёрная пешка · d5 белая пешка · c4 белый слон · d4 белая пешка · e4 чёрный ферзь · g4 чёрная пешка · h4 белая пешка · c3 белая пешка · f3 чёрная пешка · a2 белая пешка · b2 белая пешка · g2 белая пешка · h2 белый король · a1 белая ладья · b1 белый конь · c1 белый слон · d1 белый ферзь | a8 чёрная ладья · b8 чёрный конь · c8 чёрный слон · e8 чёрный король · h8 чёрная ладья · a7 чёрная пешка · b7 чёрная пешка · c7 чёрная пешка · f7 чёрная пешка · h7 чёрная пешка · d5 белая пешка · c4 белый слон · d4 белая пешка · e4 чёрный ферзь · g4 чёрная пешка · h4 белая пешка · c3 белая пешка · f3 чёрная пешка · a2 белая пешка · b2 белая пешка · g2 белая пешка · h2 белый король · a1 белая ладья · b1 белый конь · c1 белый слон · d1 белый ферзь | a8 чёрная ладья · b8 чёрный конь · c8 чёрный слон · e8 чёрный король · h8 чёрная ладья · a7 чёрная пешка · b7 чёрная пешка · c7 чёрная пешка · f7 чёрная пешка · h7 чёрная пешка · d5 белая пешка · c4 белый слон · d4 белая пешка · e4 чёрный ферзь · g4 чёрная пешка · h4 белая пешка · c3 белая пешка · f3 чёрная пешка · a2 белая пешка · b2 белая пешка · g2 белая пешка · h2 белый король · a1 белая ладья · b1 белый конь · c1 белый слон · d1 белый ферзь | a8 чёрная ладья · b8 чёрный конь · c8 чёрный слон · e8 чёрный король · h8 чёрная ладья · a7 чёрная пешка · b7 чёрная пешка · c7 чёрная пешка · f7 чёрная пешка · h7 чёрная пешка · d5 белая пешка · c4 белый слон · d4 белая пешка · e4 чёрный ферзь · g4 чёрная пешка · h4 белая пешка · c3 белая пешка · f3 чёрная пешка · a2 белая пешка · b2 белая пешка · g2 белая пешка · h2 белый король · a1 белая ладья · b1 белый конь · c1 белый слон · d1 белый ферзь | 4 |
| 3 | a8 чёрная ладья · b8 чёрный конь · c8 чёрный слон · e8 чёрный король · h8 чёрная ладья · a7 чёрная пешка · b7 чёрная пешка · c7 чёрная пешка · f7 чёрная пешка · h7 чёрная пешка · d5 белая пешка · c4 белый слон · d4 белая пешка · e4 чёрный ферзь · g4 чёрная пешка · h4 белая пешка · c3 белая пешка · f3 чёрная пешка · a2 белая пешка · b2 белая пешка · g2 белая пешка · h2 белый король · a1 белая ладья · b1 белый конь · c1 белый слон · d1 белый ферзь | a8 чёрная ладья · b8 чёрный конь · c8 чёрный слон · e8 чёрный король · h8 чёрная ладья · a7 чёрная пешка · b7 чёрная пешка · c7 чёрная пешка · f7 чёрная пешка · h7 чёрная пешка · d5 белая пешка · c4 белый слон · d4 белая пешка · e4 чёрный ферзь · g4 чёрная пешка · h4 белая пешка · c3 белая пешка · f3 чёрная пешка · a2 белая пешка · b2 белая пешка · g2 белая пешка · h2 белый король · a1 белая ладья · b1 белый конь · c1 белый слон · d1 белый ферзь | a8 чёрная ладья · b8 чёрный конь · c8 чёрный слон · e8 чёрный король · h8 чёрная ладья · a7 чёрная пешка · b7 чёрная пешка · c7 чёрная пешка · f7 чёрная пешка · h7 чёрная пешка · d5 белая пешка · c4 белый слон · d4 белая пешка · e4 чёрный ферзь · g4 чёрная пешка · h4 белая пешка · c3 белая пешка · f3 чёрная пешка · a2 белая пешка · b2 белая пешка · g2 белая пешка · h2 белый король · a1 белая ладья · b1 белый конь · c1 белый слон · d1 белый ферзь | a8 чёрная ладья · b8 чёрный конь · c8 чёрный слон · e8 чёрный король · h8 чёрная ладья · a7 чёрная пешка · b7 чёрная пешка · c7 чёрная пешка · f7 чёрная пешка · h7 чёрная пешка · d5 белая пешка · c4 белый слон · d4 белая пешка · e4 чёрный ферзь · g4 чёрная пешка · h4 белая пешка · c3 белая пешка · f3 чёрная пешка · a2 белая пешка · b2 белая пешка · g2 белая пешка · h2 белый король · a1 белая ладья · b1 белый конь · c1 белый слон · d1 белый ферзь | a8 чёрная ладья · b8 чёрный конь · c8 чёрный слон · e8 чёрный король · h8 чёрная ладья · a7 чёрная пешка · b7 чёрная пешка · c7 чёрная пешка · f7 чёрная пешка · h7 чёрная пешка · d5 белая пешка · c4 белый слон · d4 белая пешка · e4 чёрный ферзь · g4 чёрная пешка · h4 белая пешка · c3 белая пешка · f3 чёрная пешка · a2 белая пешка · b2 белая пешка · g2 белая пешка · h2 белый король · a1 белая ладья · b1 белый конь · c1 белый слон · d1 белый ферзь | a8 чёрная ладья · b8 чёрный конь · c8 чёрный слон · e8 чёрный король · h8 чёрная ладья · a7 чёрная пешка · b7 чёрная пешка · c7 чёрная пешка · f7 чёрная пешка · h7 чёрная пешка · d5 белая пешка · c4 белый слон · d4 белая пешка · e4 чёрный ферзь · g4 чёрная пешка · h4 белая пешка · c3 белая пешка · f3 чёрная пешка · a2 белая пешка · b2 белая пешка · g2 белая пешка · h2 белый король · a1 белая ладья · b1 белый конь · c1 белый слон · d1 белый ферзь | a8 чёрная ладья · b8 чёрный конь · c8 чёрный слон · e8 чёрный король · h8 чёрная ладья · a7 чёрная пешка · b7 чёрная пешка · c7 чёрная пешка · f7 чёрная пешка · h7 чёрная пешка · d5 белая пешка · c4 белый слон · d4 белая пешка · e4 чёрный ферзь · g4 чёрная пешка · h4 белая пешка · c3 белая пешка · f3 чёрная пешка · a2 белая пешка · b2 белая пешка · g2 белая пешка · h2 белый король · a1 белая ладья · b1 белый конь · c1 белый слон · d1 белый ферзь | a8 чёрная ладья · b8 чёрный конь · c8 чёрный слон · e8 чёрный король · h8 чёрная ладья · a7 чёрная пешка · b7 чёрная пешка · c7 чёрная пешка · f7 чёрная пешка · h7 чёрная пешка · d5 белая пешка · c4 белый слон · d4 белая пешка · e4 чёрный ферзь · g4 чёрная пешка · h4 белая пешка · c3 белая пешка · f3 чёрная пешка · a2 белая пешка · b2 белая пешка · g2 белая пешка · h2 белый король · a1 белая ладья · b1 белый конь · c1 белый слон · d1 белый ферзь | 3 |
| 2 | a8 чёрная ладья · b8 чёрный конь · c8 чёрный слон · e8 чёрный король · h8 чёрная ладья · a7 чёрная пешка · b7 чёрная пешка · c7 чёрная пешка · f7 чёрная пешка · h7 чёрная пешка · d5 белая пешка · c4 белый слон · d4 белая пешка · e4 чёрный ферзь · g4 чёрная пешка · h4 белая пешка · c3 белая пешка · f3 чёрная пешка · a2 белая пешка · b2 белая пешка · g2 белая пешка · h2 белый король · a1 белая ладья · b1 белый конь · c1 белый слон · d1 белый ферзь | a8 чёрная ладья · b8 чёрный конь · c8 чёрный слон · e8 чёрный король · h8 чёрная ладья · a7 чёрная пешка · b7 чёрная пешка · c7 чёрная пешка · f7 чёрная пешка · h7 чёрная пешка · d5 белая пешка · c4 белый слон · d4 белая пешка · e4 чёрный ферзь · g4 чёрная пешка · h4 белая пешка · c3 белая пешка · f3 чёрная пешка · a2 белая пешка · b2 белая пешка · g2 белая пешка · h2 белый король · a1 белая ладья · b1 белый конь · c1 белый слон · d1 белый ферзь | a8 чёрная ладья · b8 чёрный конь · c8 чёрный слон · e8 чёрный король · h8 чёрная ладья · a7 чёрная пешка · b7 чёрная пешка · c7 чёрная пешка · f7 чёрная пешка · h7 чёрная пешка · d5 белая пешка · c4 белый слон · d4 белая пешка · e4 чёрный ферзь · g4 чёрная пешка · h4 белая пешка · c3 белая пешка · f3 чёрная пешка · a2 белая пешка · b2 белая пешка · g2 белая пешка · h2 белый король · a1 белая ладья · b1 белый конь · c1 белый слон · d1 белый ферзь | a8 чёрная ладья · b8 чёрный конь · c8 чёрный слон · e8 чёрный король · h8 чёрная ладья · a7 чёрная пешка · b7 чёрная пешка · c7 чёрная пешка · f7 чёрная пешка · h7 чёрная пешка · d5 белая пешка · c4 белый слон · d4 белая пешка · e4 чёрный ферзь · g4 чёрная пешка · h4 белая пешка · c3 белая пешка · f3 чёрная пешка · a2 белая пешка · b2 белая пешка · g2 белая пешка · h2 белый король · a1 белая ладья · b1 белый конь · c1 белый слон · d1 белый ферзь | a8 чёрная ладья · b8 чёрный конь · c8 чёрный слон · e8 чёрный король · h8 чёрная ладья · a7 чёрная пешка · b7 чёрная пешка · c7 чёрная пешка · f7 чёрная пешка · h7 чёрная пешка · d5 белая пешка · c4 белый слон · d4 белая пешка · e4 чёрный ферзь · g4 чёрная пешка · h4 белая пешка · c3 белая пешка · f3 чёрная пешка · a2 белая пешка · b2 белая пешка · g2 белая пешка · h2 белый король · a1 белая ладья · b1 белый конь · c1 белый слон · d1 белый ферзь | a8 чёрная ладья · b8 чёрный конь · c8 чёрный слон · e8 чёрный король · h8 чёрная ладья · a7 чёрная пешка · b7 чёрная пешка · c7 чёрная пешка · f7 чёрная пешка · h7 чёрная пешка · d5 белая пешка · c4 белый слон · d4 белая пешка · e4 чёрный ферзь · g4 чёрная пешка · h4 белая пешка · c3 белая пешка · f3 чёрная пешка · a2 белая пешка · b2 белая пешка · g2 белая пешка · h2 белый король · a1 белая ладья · b1 белый конь · c1 белый слон · d1 белый ферзь | a8 чёрная ладья · b8 чёрный конь · c8 чёрный слон · e8 чёрный король · h8 чёрная ладья · a7 чёрная пешка · b7 чёрная пешка · c7 чёрная пешка · f7 чёрная пешка · h7 чёрная пешка · d5 белая пешка · c4 белый слон · d4 белая пешка · e4 чёрный ферзь · g4 чёрная пешка · h4 белая пешка · c3 белая пешка · f3 чёрная пешка · a2 белая пешка · b2 белая пешка · g2 белая пешка · h2 белый король · a1 белая ладья · b1 белый конь · c1 белый слон · d1 белый ферзь | a8 чёрная ладья · b8 чёрный конь · c8 чёрный слон · e8 чёрный король · h8 чёрная ладья · a7 чёрная пешка · b7 чёрная пешка · c7 чёрная пешка · f7 чёрная пешка · h7 чёрная пешка · d5 белая пешка · c4 белый слон · d4 белая пешка · e4 чёрный ферзь · g4 чёрная пешка · h4 белая пешка · c3 белая пешка · f3 чёрная пешка · a2 белая пешка · b2 белая пешка · g2 белая пешка · h2 белый король · a1 белая ладья · b1 белый конь · c1 белый слон · d1 белый ферзь | 2 |
| 1 | a8 чёрная ладья · b8 чёрный конь · c8 чёрный слон · e8 чёрный король · h8 чёрная ладья · a7 чёрная пешка · b7 чёрная пешка · c7 чёрная пешка · f7 чёрная пешка · h7 чёрная пешка · d5 белая пешка · c4 белый слон · d4 белая пешка · e4 чёрный ферзь · g4 чёрная пешка · h4 белая пешка · c3 белая пешка · f3 чёрная пешка · a2 белая пешка · b2 белая пешка · g2 белая пешка · h2 белый король · a1 белая ладья · b1 белый конь · c1 белый слон · d1 белый ферзь | a8 чёрная ладья · b8 чёрный конь · c8 чёрный слон · e8 чёрный король · h8 чёрная ладья · a7 чёрная пешка · b7 чёрная пешка · c7 чёрная пешка · f7 чёрная пешка · h7 чёрная пешка · d5 белая пешка · c4 белый слон · d4 белая пешка · e4 чёрный ферзь · g4 чёрная пешка · h4 белая пешка · c3 белая пешка · f3 чёрная пешка · a2 белая пешка · b2 белая пешка · g2 белая пешка · h2 белый король · a1 белая ладья · b1 белый конь · c1 белый слон · d1 белый ферзь | a8 чёрная ладья · b8 чёрный конь · c8 чёрный слон · e8 чёрный король · h8 чёрная ладья · a7 чёрная пешка · b7 чёрная пешка · c7 чёрная пешка · f7 чёрная пешка · h7 чёрная пешка · d5 белая пешка · c4 белый слон · d4 белая пешка · e4 чёрный ферзь · g4 чёрная пешка · h4 белая пешка · c3 белая пешка · f3 чёрная пешка · a2 белая пешка · b2 белая пешка · g2 белая пешка · h2 белый король · a1 белая ладья · b1 белый конь · c1 белый слон · d1 белый ферзь | a8 чёрная ладья · b8 чёрный конь · c8 чёрный слон · e8 чёрный король · h8 чёрная ладья · a7 чёрная пешка · b7 чёрная пешка · c7 чёрная пешка · f7 чёрная пешка · h7 чёрная пешка · d5 белая пешка · c4 белый слон · d4 белая пешка · e4 чёрный ферзь · g4 чёрная пешка · h4 белая пешка · c3 белая пешка · f3 чёрная пешка · a2 белая пешка · b2 белая пешка · g2 белая пешка · h2 белый король · a1 белая ладья · b1 белый конь · c1 белый слон · d1 белый ферзь | a8 чёрная ладья · b8 чёрный конь · c8 чёрный слон · e8 чёрный король · h8 чёрная ладья · a7 чёрная пешка · b7 чёрная пешка · c7 чёрная пешка · f7 чёрная пешка · h7 чёрная пешка · d5 белая пешка · c4 белый слон · d4 белая пешка · e4 чёрный ферзь · g4 чёрная пешка · h4 белая пешка · c3 белая пешка · f3 чёрная пешка · a2 белая пешка · b2 белая пешка · g2 белая пешка · h2 белый король · a1 белая ладья · b1 белый конь · c1 белый слон · d1 белый ферзь | a8 чёрная ладья · b8 чёрный конь · c8 чёрный слон · e8 чёрный король · h8 чёрная ладья · a7 чёрная пешка · b7 чёрная пешка · c7 чёрная пешка · f7 чёрная пешка · h7 чёрная пешка · d5 белая пешка · c4 белый слон · d4 белая пешка · e4 чёрный ферзь · g4 чёрная пешка · h4 белая пешка · c3 белая пешка · f3 чёрная пешка · a2 белая пешка · b2 белая пешка · g2 белая пешка · h2 белый король · a1 белая ладья · b1 белый конь · c1 белый слон · d1 белый ферзь | a8 чёрная ладья · b8 чёрный конь · c8 чёрный слон · e8 чёрный король · h8 чёрная ладья · a7 чёрная пешка · b7 чёрная пешка · c7 чёрная пешка · f7 чёрная пешка · h7 чёрная пешка · d5 белая пешка · c4 белый слон · d4 белая пешка · e4 чёрный ферзь · g4 чёрная пешка · h4 белая пешка · c3 белая пешка · f3 чёрная пешка · a2 белая пешка · b2 белая пешка · g2 белая пешка · h2 белый король · a1 белая ладья · b1 белый конь · c1 белый слон · d1 белый ферзь | a8 чёрная ладья · b8 чёрный конь · c8 чёрный слон · e8 чёрный король · h8 чёрная ладья · a7 чёрная пешка · b7 чёрная пешка · c7 чёрная пешка · f7 чёрная пешка · h7 чёрная пешка · d5 белая пешка · c4 белый слон · d4 белая пешка · e4 чёрный ферзь · g4 чёрная пешка · h4 белая пешка · c3 белая пешка · f3 чёрная пешка · a2 белая пешка · b2 белая пешка · g2 белая пешка · h2 белый король · a1 белая ладья · b1 белый конь · c1 белый слон · d1 белый ферзь | 1 |
|   | a | b | c | d | e | f | g | h |   |

Наиболее известен матч, прошедший 3-13 августа 1903 года в Брайтоне. Стремясь доказать, что за пожертвованного коня белые получают сильную атаку, И. Райс пригласил для игры белыми чемпиона мира Эм. Ласкера, которому должен был противостоять известный знаток гамбитов, чемпион России М. И. Чигорин, играя все партии чёрными. Матч состоял из шести партий, и по условиям они должны были начинаться ходами: 8. …Сd6:e5 9. Лf1-e1 Фd8-e7 10. c2-c3 f4-f3 11. d2-d4 Кf6-e4 12. Лe1:e4 Сe5-h2+ 13. Крg1:h2 Фe7:e4 (см. диаграмму № 2). Поединок закончился со счётом 3½ : 2½ (+2, −1, =3) в пользу русского шахматиста.
В 1904 году И. Райс основал «Ассоциацию гамбита Райса», её секретарём был назначен Эм. Ласкер.
Однако, несмотря на проведённые турниры и затраченные тысячи долларов для их организации и рекламы, что было весьма солидной суммой по тем временам, И. Райсу не удалось сделать своё «изобретение» популярным. Гамбит распространения не получил и в настоящее время практически не встречается.

## Оценки шахматистов
Александр Алехин, оценивая жертву коня, предложенную И. Райсом, писал: «Она не имеет теоретического значения, так как чёрные на восьмом ходу могут путём рокировки перейти в небезвыгодный для них вариант настоящего гамбита Кизерицкого или без большой опасности для себя взять коня, как это уже доказано многочисленными исследованиями. Несмотря на это, предложение Райса всё же представляет интерес, так как ведёт к исключительно сложным положениям и тем даёт повод к поучительным аналитическим изысканиям, для которых особенно пригодны партии по переписке».

## Варианты
- 8. …0—0 — отказанный гамбит Райса; чёрные переводят игру в выгодный для себя вариант гамбита Кизерицкого[7].
- 8. …Сd6:e5 9. Лf1-e1 Фd8-e7 10. c2-c3 Кf6-h5 — защита Ясногродского[8]. Далее возможно 11. d2-d4 Кb8-d7. В сложившейся позиции, по данным современной теории, чёрные во всех вариантах получают преимущество, а белые могут рассчитывать максимум на ничью[9].

## Примерные партии
- Эм. Ласкер — М. И. Чигорин, Брайтон, 1903 (1-я партия матча)[10]

1. e2-e4 e7-e5 2. f2-f4 e5:f4 3. Кg1-f3 g7-g5 4. h2-h4 g5-g4 5. Кf3-e5 Кg8-f6 6. Сf1-c4 d7-d5 7. e4:d5 Сf8-d6 8. 0-0 Сd6:e5 9. Лf1-e1 Фd8-e7 10. c2-c3 f4-f3 11. d2-d4 Кf6-e4 12. Лe1:e4 Сe5-h2+ 13. Крg1:h2 Фe7:e4 14. g2-g3 0—0 15. Сc1-f4 c7-c6 16. d5:c6 Кb8:c6+ 17. Сc4-d3 Фe4-d5 18. Кb1-d2 Сc8-f5 19. Кd2-c4 Сf5:d3 20. Фd1:d3 Лf8-e8 21. Кc4-e3 Фd5-d7 22. d4-d5 Кc6-e5 23. Фd3-d4 Кe5-g6 24. h4-h5 Кg6-f4 25. Фd4:f4 Фd7-e7 26. Кe3:g4 f7-f5 27. Лa1-e1 Фe7-g7 28. Кg4-h6+ Крg8-h8 29. Кh6:f5 Фg7-f6 30. Лe1-e6 Лe8:e6 31. d5:e6 Лa8-e8 32. e6-e7 h7-h6 33. Фf4-d4 Фf6:d4 34. c3:d4 1-0
- Эм. Ласкер — М. И. Чигорин, Брайтон, 1903 (2-я партия матча)[11]

1. e2-e4 e7-e5 2. f2-f4 e5:f4 3. Кg1-f3 g7-g5 4. h2-h4 g5-g4 5. Кf3-e5 Кg8-f6 6. Сf1-c4 d7-d5 7. e4:d5 Сf8-d6 8. 0-0 Сd6:e5 9. Лf1-e1 Фd8-e7 10. c2-c3 f4-f3 11. d2-d4 Кf6-e4 12. Лe1:e4 Сe5-h2+ 13. Крg1:h2 Фe7:e4 14. g2-g3 0—0 15. Сc1-f4 c7-c6 16. Кb1-d2 Фe4-g6 17. Фd1-e1 Сc8-f5 18. Фe1-e7 Кb8-d7 19. Лa1-e1 c6:d5 20. Сc4:d5 Кd7-f6 21. Фe7-b7 Лa8-e8 22. Лe1-e8 Лf8:e8 23. Сf4-e5 Сf5-c8 24. Фb7-c6 Фg6-c2 25. Сd5:f7+ Крg8-f8 0-1